# Procesor tekstu

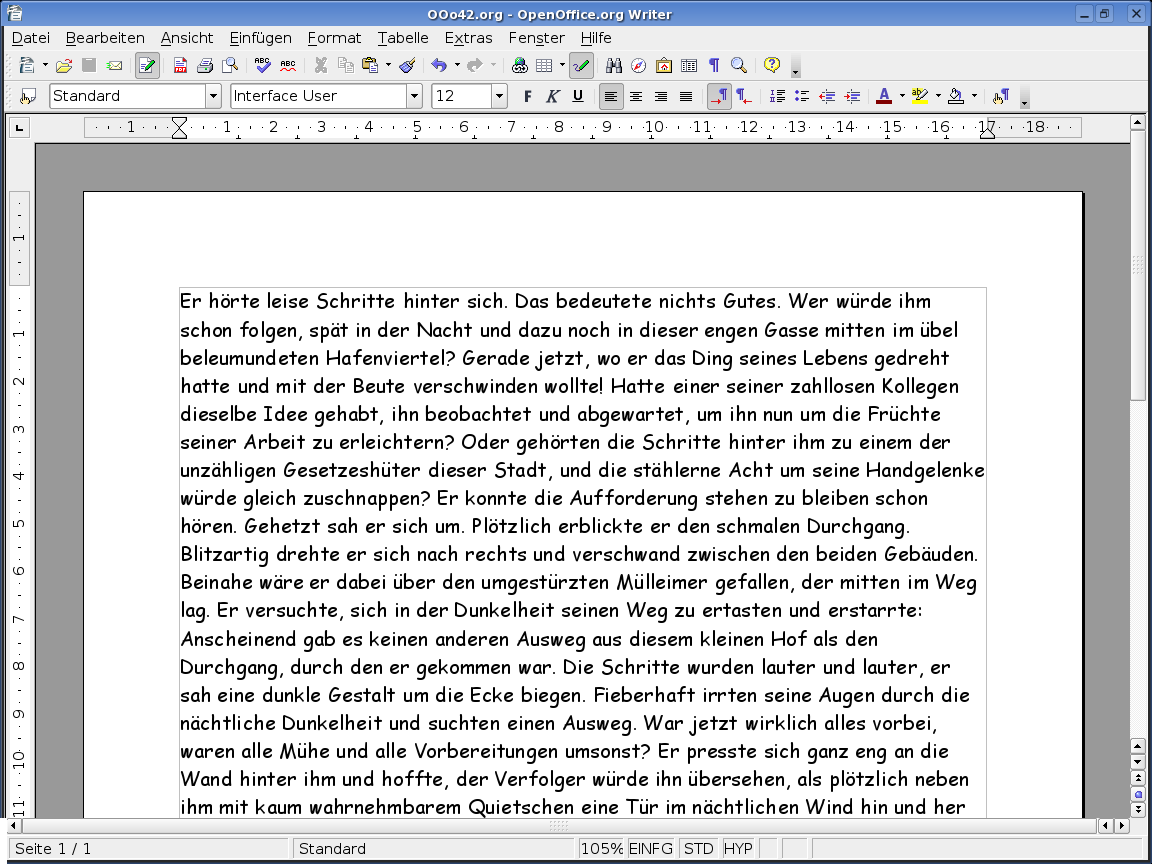
Interfejs graficzny procesora tekstu (OpenOffice Writer)

Procesor tekstu – zaawansowany edytor tekstowy umożliwiający, oprócz edycji czystej zawartości tekstowej, także formatowanie tekstu, czyli nadanie mu odpowiedniej szaty typograficznej (np. stosowanie krojów pisma, ustalanie łamów, regulacja świateł itd.), stosowanie różnych kolorów, łączenie tekstu z grafiką, a jednocześnie określenie formatu papieru, na którym dany dokument ma być wydrukowany. Aby to wszystko było możliwe do wykonania w praktyce, edycja odbywa się w trybie WYSIWYG (czyli na ekranie monitora prezentowane są efekty wprowadzanych zmian wyglądu, i jednocześnie jest to wygląd dokumentu taki sam, jak po wydrukowaniu).
W przeciwieństwie do edytorów tekstowych, które zapisują samą treść tekstową oraz najprostsze informacje dodatkowe (np. znak końca wiersza lub końca strony), pliki zapisane przez procesor tekstu muszą zawierać także informacje o sposobie jego wyświetlania i wyglądzie postaci wydrukowanej, co powoduje, że są znacznie większe oraz zdecydowanie bardziej skomplikowane wewnętrznie. Większość procesorów tekstu pozwala także na bardziej zaawansowane czynności, jak wstawianie do dokumentu innych obiektów, np. tabel czy wykresów dynamicznie edytowalnych w innych programach (np. w systemie operacyjnym Windows jest to technologia OLE), osadzanie elementów graficznych wewnątrz dokumentu lub łączenie z obiektami w innych plikach, tworzenie prostej grafiki wewnątrz dokumentu, statystyki dokumentu, podpisy, chronienie hasłem, historię zmian; w dokumentach mogą znajdować się także odnośniki do stron internetowych, elementy animowane itd.
Jednocześnie procesory tekstu posiadają moduły pomagające w poprawnym pisaniu, takie jak: określanie języka, sprawdzanie pisowni, gramatyki, stylu, proponowanie wyrazów bliskoznacznych itp., co możliwe jest także w edytorach, jednak spotykane znacznie rzadziej. Bezpośrednio z procesorów tekstu można także wysyłać pocztę elektroniczną oraz przygotowywać dokumenty do publikowania w postaci PDF lub stron www.
Procesory tekstów to m.in.: Microsoft Word (będący częścią pakietu MS Office), Writer (będący częścią pakietu OpenOffice i LibreOffice), WordPerfect (będący częścią pakietu WordPerfect Office), Atlantis Word Processor, TextMaker, Scrivener.